# Villedieu-le-Château
Villedieu-le-Château là một xã thuộc tỉnh Loir-et-Cher trong vùng Centre-Val de Loire miền trung nước Pháp.